# موتور الله یار (چشمه زیارت)
موتور الله یار روستایی در دهستان چشمه زیارت بخش مرکزی شهرستان زاهدان استان سیستان و بلوچستان ایران است.

## جمعیت
بر پایه سرشماری عمومی نفوس و مسکن در سال ۱۳۹۵ جمعیت این روستا ۱۰۰ نفر (۲۱خانوار) بوده‌است.